# Campeonato Cearense 1945
In 1945 werd het 31ste Campeonato Cearense gespeeld voor clubs uit Braziliaanse staat Ceará. De competitie werd georganiseerd door de FCF en werd gespeeld van 10 juni 1946 tot 17 februari 1946. Ferroviário werd kampioen.

## Eerste toernooi
| Plaats | Club        | Wed. | W | G | V | Saldo | Ptn. |
| ------ | ----------- | ---- | - | - | - | ----- | ---- |
| 1.     | Ferroviário | 4    | 4 | 0 | 0 | 13:8  | 8    |
| 2.     | Maguari     | 4    | 2 | 1 | 1 | 10:6  | 5    |
| 3.     | Flamengo    | 4    | 1 | 1 | 2 | 5:9   | 3    |
| 4.     | Fortaleza   | 3    | 0 | 1 | 2 | 7:10  | 1    |
| 5.     | Luso        | 3    | 0 | 1 | 2 | 1:3   | 1    |

|  | Geplaatst voor finale |

## Tweede toernooi
| Plaats | Club        | Wed. | W | G | V | Saldo | Ptn. |
| ------ | ----------- | ---- | - | - | - | ----- | ---- |
| 1.     | Maguari     | 4    | 3 | 0 | 1 | 16:8  | 6    |
| 2.     | Ferroviário | 4    | 3 | 0 | 1 | 7:5   | 6    |
| 3.     | Fortaleza   | 4    | 2 | 0 | 2 | 10:6  | 4    |
| 4.     | Flamengo    | 4    | 2 | 0 | 2 | 9:12  | 4    |
| 5.     | Luso        | 4    | 0 | 0 | 4 | 2:13  | 0    |

|  | Geplaatst voor finale |

## Finale
|                         |             |       |         |  |
| 17 februari 1946 Finale | Ferroviário | 3 - 1 | Maguari |  |
| 17 februari 1946 Finale |             |       |         |  |

### Kampioen
| Campeonato Cearense de 1945     |
| Ceará                           |
| ------------------------------- |
| FERROVIÁRIO Kampioen (1° titel) |